# وچش
وِچِش (به مجاری: Vecsés) در پِشت در کشور مجارستان واقع شده‌است. جمعیت این شهر ۱۹٫۶۹۱ نفر است.

## نگارخانه

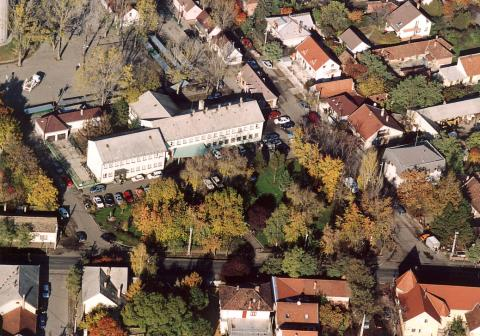
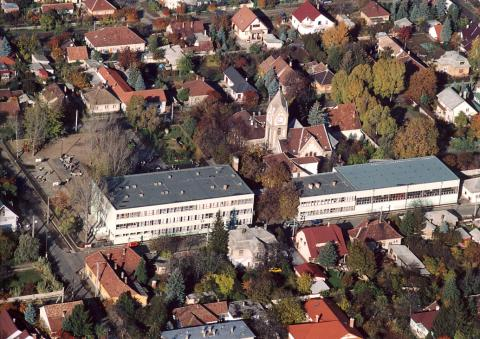
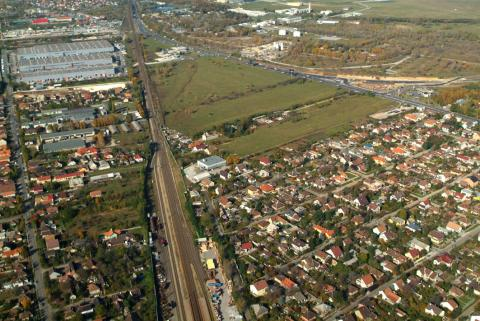
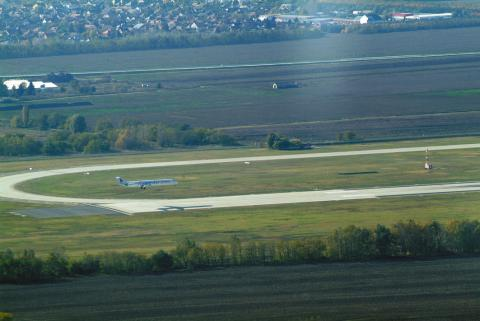